# Армен Назарян
Армен Людвигович Назарян (на арменски: Արմէն Լյուդվիգի Նազարյան) е бивш арменски и български състезател и настоящ български треньор по борба в класически стил.
Има българско гражданство и много години се състезава за България, като я представлява на редица международни първенства. След края на състезателната си кариера е старши треньор на българския национален отбор по класическа борба.

## Биография
Роден е на 9 март 1974 г. в град Масис, Армения. Започва да се занимава с борба през 1982 г. Първият му треньор е Роберт Нерсесян. През 1983 г. печели своя първи златен медал от градско първенство за юноши-младежи. Състезава се за Армения и печели шест медала от престижни първенства. Олимпийски шампион от летните олимпийски игри в Атланта през 1996 г..
От 1996 г. се състезава за България, като за привличането му се постарават Валентин Йорданов и Гриша Ганчев. Получава българско гражданство с президентски указ през 1997 г. Висок е 160 см. и тежи 60 кг. Състезател на „Славия-Литекс“ с личен треньор Братан Ценов.
На летните олимпийски игри в Сидни през 2000 г. печели златен медал за България. Трикратен световен шампион (2002, 2003, 2005), и шесткратен европейски шампион (1994, 1995, 1998, 1999, 2002, 2003).

### Отличия
За Армения
- Сребърен медал от СП (1993, 1995))
- Европейски шампион (1994, 1995)
- Сребърен медал от ЕП (1996)
- Олимпийски шампион от летните олимпийски игри в Атланта през 1996 г.

За България
- Бронзов медал от СП (1997, 1998, 1999)
- Европейски шампион (1998, 1999, 2002, 2003)
- Сребърен медал от ЕП (2000)
- Олимпийски шампион от летните олимпийски игри в Сидни през 2000 г.
- Световен шампион (2002, 2003, 2005)
- Бронзов медал от Летни олимпийски игри летните олимпийски игри в Атина през 2004 г.
- Сребърен медал от ЕП (2008)

### Награди
- Спортист №2 на България за 2002 и 2003 г.
- Спортист №3 на България за 2005 г.
- В Топ-10 при определяне на най-добър спортист на България за 1998, 1999, 2000 г.
- Два пъти носител на златния пояс „Никола Петров“ (1998, 2003)
- Два пъти е обявен от ФИЛА за борец № 1 в класическия стил (1998, 2003)
- Приет е в „Залата на славата“ в САЩ през 2005 г.
- Треньор №1 на България за 2013 г. [1]